# 告白 (清原和博)
告白（こくはく）は、清原和博によって書かれた本。

## 概要
2017年7月よりSports Graphic Numberで清原和博の連載が行われる。この連載は1年間続けられ2018年7月に書籍となって発売された。
表紙は高校野球で最多記録のホームランを打った金属バットを握る写真。
少年時代から引退後までの半生をつづる。
2018年7月25日の発売から3週間で発行部数10万部を突破。
2018年8月22日調べの週間総合ランキングで10位となったる。
ダルビッシュ有はこの本を読み、自身のブログで感想を述べていた。